# Сви пси иду у рај (албум)
Сви пси иду у рај је пети соло албум репера Струке, издат 2010. године. Издат је под окриљем Групне терапије, микс је радио Александар Станојковић, а на албуму се налази 15 песама.

## Песме
На албуму се налазе следеће песме: